# Jan Bosschaert
Jan Bosschaert (Borgerhout, 15 december 1957) is een Belgisch stripauteur en illustrator.

## Levensloop
Op 16-jarige leeftijd verscheen er al een publicatie van Bosschaert in het stripblad Robbedoes. Vervolgens studeerde hij Vrije Grafiek aan het Sint-Lucasinstituut in Brussel.
Zijn eerste stripverhaal Icarus kwam uit in 1981. In 1983 verscheen Pest in 't Paleis, een persiflage op de Belgische politiek, naar een scenario van Humo-journalist Guido Van Meir. In 1998 tekende hij voor Urbanus het eerste album van een nieuwe stripreeks: De Geverniste Vernepelingskes. In 2012 stopte hij tijdelijk met de reeks om zich meer bezig te houden met andere projecten. Ander bekend werk van Bosschaert zijn de reeksen Sam en Jaguar.
Naast zijn stripverhalen is Jan Bosschaert bekend als kunstschilder en als illustrator. Dit laatste doet hij eerst en vooral voor de VRT, nadien voor een grote hoeveelheid uitgeverijen (onder andere Averbode, Uitgeverij Lannoo ...), tijdschriften (Panorama) en schrijvers (onder anderen Marc de Bel, Katie Velghe). Ook enkele platenhoezen (onder anderen voor Pitti Polak, Plastic Bertrand, The Paranoiacs) en affiches (Saint-Amour) van zijn hand zijn verschenen.
Ter gelegenheid van 70 jaar Suske en Wiske tekende hij het stripverhaal De verwoede verzamelaar geschreven door Jan Verheyen.